# Coenonympha ceres
Coenonympha ceres är en fjärilsart som beskrevs av Butler 1866. Coenonympha ceres ingår i släktet Coenonympha och familjen praktfjärilar. Inga underarter finns listade i Catalogue of Life.